# Josef Kadraba
Josef Kadraba (ur. 29 września 1933 w Řevničovie, zm. 5 sierpnia 2019) – czeski piłkarz, napastnik. Srebrny medalista mistrzostw świata w Chile 1962.
Trenował w Sokole Rakovník. Profesjonalną karierę zaczynał w Slavoju Liberec, później grał m.in. w Sparcie Praga (1955–1957), SONP Kladno (1958–1965) oraz Slavii Praga (1965–1967). W 1967 roku pozostał w Austrii i zamieszkał w Wiedniu. Występował w zespołach z niższych lig.
W reprezentacji Czechosłowacji zagrał 17 razy i strzelił 9 goli. Zadebiutował 12 października 1958 roku w meczu przeciwko reprezentacji Bułgarii, ostatni raz zagrał w 1963 roku. Podczas mistrzostw świata w Chile 1962 wystąpił w trzech spotkaniach w fazie pucharowej turnieju, zdobył jedną bramkę.